# Klangforum Wien
Le Klangforum Wien est un orchestre de chambre autrichien, basé à Vienne au Konzerthaus, spécialisé dans le répertoire de la musique classique contemporaine. 
Fondée en 1985 par le compositeur et chef d'orchestre Beat Furrer, il fonctionne sur des principes de décisions collectives et n'a pas de chef d'orchestre principal attitré. Sylvain Cambreling en est le chef principal invité. L'ensemble est souvent cité en tant que premier ensemble de musique contemporaine d'Autriche et il est particulièrement connu pour ses interprétations de la musique des compositeurs de langue allemande, notamment, Helmut Lachenmann, Wolfgang Rihm, et Hans Zender.
Klangforum Wien a été en résidence dans de multiples festivals de musique, incluant le Donaueschingen musiktage, le festival de Vienne et les journées de Witten pour nouvelle musique de chambre. L'ensemble tient la chaire dans la pratique de l'exécution de la musique contemporaine à l'Université de Musique et des Arts de Graz. Klangforum Wien enregistre actuellement pour le label Kairos